# Repérage des constellations/10

## Culminations
- Petit Lion
- Lion
- Sextant
- Hydre
- Boussole
- Voiles
- Carène

Coucher de Orion.

## Constellations visibles
Côté Nord, la Grande Ourse s'approche de la culmination, encadrée par Arcturus du Bouvier et Capella du Cocher.
Côté Ouest, l'hexagone d'hiver approche de l'horizon avec Orion et le Taureau, mais les Gémeaux et Sirius du Petit Chien sont encore hauts dans ce ciel.
Sur l'Équateur céleste, on peut admirer le Lion et Alphard de l'Hydre.
Côté Est, la Vierge est bien visible.
Au Sud, le Navire Argo continue à culminer, s'apprétant à céder la place au Centaure.

## Alignements
L'alignement méridien qui culmine passe dans la Grande Ourse par Megrez (δ UMa) et Phecda (γ UMa), les deux étoiles "côté manche" de la Grande Casserole. Cet alignement rencontre Régulus du Lion, puis Alphard de l'Hydre, longe l'axe de la Boussole, pour finir sur Canopus de la Carène.
Son prolongement vers le Sud passe à travers les petites constellations du Peintre, de la Dorade et du Réticule pour aboutir à Achernar, terminus de la rivière Éridan.